# Schizocypris altidorsalis
Schizocypris altidorsalis är en fiskart som beskrevs av Pier Giorgio Bianco och Banarescu 1982. Schizocypris altidorsalis ingår i släktet Schizocypris och familjen karpfiskar. IUCN kategoriserar arten globalt som livskraftig. Inga underarter finns listade i Catalogue of Life.